# Plagiotremus goslinei
Plagiotremus goslinei es una especie de pez de la familia Blenniidae en el orden de los Perciformes.

## Morfología
• Los machos pueden llegar alcanzar los 6,4 cm de longitud total.

## Reproducción
Es ovíparo.

## Depredadores
Es depredado pornSynodus variegatus ,Aphareus furca y Parupeneus cyclostomus .

## Hábitat
Es un pez de mar y de clima tropical y asociado a los  arrecifes de coral que vive entre 1-15 m de profundidad.

## Distribución geográfica
Se encuentra en las Hawái.